# بيدرمانسدورف
بيدرمانسدورف (بالألمانية: Biedermannsdorf) هي بلدة في منطقة مودلينج في ولاية النمسا السفلى.